# Местякен (Ботошань)
Местякен (рум. Mesteacăn) — село у повіті Ботошані в Румунії. Входить до складу комуни Корнь.
Село розташоване на відстані 356 км на північ від Бухареста, 13 км на південь від Ботошань, 88 км на північний захід від Ясс.

## Населення
За даними перепису населення 2002 року у селі проживали 473 особи, усі — румуни. Усі жителі села рідною мовою назвали румунську.